# 1408 (film)
Az 1408 2007-ben bemutatott amerikai thriller Stephen King azonos című novellája alapján. A filmet a svéd Mikael Håfström rendezte, John Cusack és Samuel L. Jackson főszereplésével.
Bemutatójára 2007 júniusában került sor az Egyesült Államokban, míg Magyarországon november 8-án került a mozikba.

## Cselekmény
Mike Enslin író a természetfelettit kutatja, ám munkája során eddig semmire nem bukkant, ami beváltotta volna reményeit, így könyveiben unottan állítja hamisan, hogy paranormális tevékenységek átélője volt. Az igazság viszont az, hogy oknyomozása eredménytelensége teljesen szkeptikussá tette. Legújabb célpontja egy New York-i szálloda, a Dolphin Hotel 1408-as szobája, aminek az igazgató állítása szerint 1912-es megnyitása óta 56 áldozata volt. Mr. Olin minden győzködése ellenére Enslin ragaszkodik a szoba kivételéhez, úgy vélvén, semmi olyan nem lakozhat ott, ami felülkerekedhetne rajta. Ám amint múlnak a percek, úgy válik Enslin határozottból bizonytalanná, az 1408-as szoba terrorjának elszenvedőjévé…vagy csak a képzelete játszik vele?

## Szereplők
| Szereplő        | Színész           | Magyar hang    |
| --------------- | ----------------- | -------------- |
| Mike Enslin     | John Cusack       | Zalán János    |
| Mr. Gerald Olin | Samuel L. Jackson | Kőszegi Ákos   |
| Lily Enslin     | Mary McCormack    | Kerekes Andrea |
| Sam Farrell     | Tony Shalhoub     | Háda János     |

## Háttér
2003 novemberében a Dimension Films megvásárolta Stephen King 2000-es novellája, az 1408 megfilmesítésének jogait. A stúdió Matt Greenberg forgatókönyvírót kérte fel, hogy adaptálja a történetet. 2005 októberében a rendező is véglegesült Mikael Håfström személyében, a forgatókönyvön pedig Scott Alexander és Larry Karaszewski végzett némi átírást. 2006 márciusában John Cusack leszerződött a főszerepre, áprilisban csatlakozott hozzá Samuel L. Jackson is. Júliusban Kate Walsh színésznő kapta meg Cusack feleségének szerepét, de a következő hónapban vissza kellett dobnia a feladatot, mivel nem tudta egyeztetni A Grace klinika forgatásával, aminek állandó szereplője. Helyére Mary McCormack került.
A Dolphin Hotelt egyes külső felvételek során a filmben a New Yorkban található Roosevelt Hotel testesíti meg.

## Alternatív befejezések
Mikael Håfström rendező elmondta, a film befejezését újravették, mivel a tesztközönség szerint az eredeti túlzottan lehangoló volt.
A moziban vetített verzióban így Mike kijut a szobából, s felépülése után újra összeköltözik Lilyvel. Felesége nem hisz neki, mikor azt bizonygatja, találkozott halott lányukkal az 1408-as szobában. Sikerül működőképessé tennie diktafonját, így Lily döbbenten győződik meg férje állításáról.
Az egyik alternatív befejezésben a belobbanó tűz az egész szobára kiterjed, s Mike az ágya alá bújva szemléli örömmel, amint a szoba megsemmisül, vele együtt. Mr. Olin később felkeresi Mike feleségét, Lilyt és ügynökét, Samet a temetésen, hogy átadjon egy dobozt, ami Mike a szobában megtalált személyes tárgyainak maradványait tartalmazza. Mivel Lily nem fogadja el, Olin autójában kinyitja és belehallgat a diktafonba, s meghallja rajta Katie hangját, majd egy villanás erejéig megjelenik neki Mike, csúnyán megégve. Eztán a szénné lett 1408-as szobát látjuk, ahol Mike kísértete lányához indul annak hívószavára.
Ezen kívül két másik eltérő végkifejlet is helyet kapott az 1-es régiós DVD-n.
Az egyikben Mike szintén nem éli túl a szobát elemésztő tüzet. A temetése után Sam egy Lilyvel való rövid beszélgetés után visszatér az irodájába. Postája közt lel egy Mike kaliforniai címéről jött csomagot. Hitetlenkedve találja benne az „1408, írta Mike Enslin” feliratú befejezett kéziratot.
A másik majdnem megegyezik a moziváltozattal, azzal az apró, de jelentős különbséggel, hogy Mike úgy dönt, nem mutatja meg a diktafonján lánya hangját Lilynek.

## Fogadtatás
A kritikusok a filmről alkotott véleménye többnyire kedvezőnek bizonyult. A Rotten Tomatoes oldalán kiérdemelte a „bizonyítottan friss” jelzőt 77%-os eredményével, amit úgy foglalnak össze, a „pszichológiai feszültségre, semmint a túlzó erőszakra és brutalitásra támaszkodó 1408 egy valóban félelmetes thriller John Cusack erőteljes alakításával.”

### Box office
Az 1408 a dobogó középső fokán nyitott Észak-Amerikában 2007. június 22-én 20,6 millió dolláros bevétellel. A 25 millió dollárból készült film ezt az összeget közel 72 millióra növelte, így a nyár egyik sikerfilmjévé vált.